# 서니 설직
서니 설직(Sunny Suljic, 2005년 8월 10일 ~ )은 미국의 배우, 스케이트보더이다.

## 작품 목록
- 킬링 디어 (2017)
- 돈 워리, 히 원트 겟 파 온 풋 (2018)
- 벽 속에 숨은 마법시계 (2018) - 타비 코리건 역
- 미드 90 (2018) - 스티비 역